# Uvarus andreinii
Uvarus andreinii är en skalbaggsart som först beskrevs av Régimbart 1905.  Uvarus andreinii ingår i släktet Uvarus och familjen dykare. Inga underarter finns listade i Catalogue of Life.